# AlphaBat
AlphaBat (hangul: 알파벳) är ett sydkoreanskt pojkband bildat år 2013 av Simtong Entertainment.
Gruppen bestod från början av nio medlemmar men består idag av de fem medlemmarna B:eta, E:psilon, G:amma, H:eta och K:appa.

## Karriär

### Bakgrund
AlphaBat var från början en duogrupp skapad av YUB Records och som bestod av medlemmarna Kyumin och Selin. De debuterade i slutet av december 2012 då de släppte en singel med titeln "Hello".
I mars 2013 transformerades AlphaBat till ett pojkband bestående av nio medlemmar under skivbolaget Simtong Entertainment. Kyumin från originalduon var inte med i den nya gruppen men Selin var en av de nio medlemmarna som introducerades. I oktober 2013 var gruppen med i en reklamfilm för klädmärket BOY London inför kommande månads debut.
Med start i slutet av oktober började medlemmarna introduceras på nytt en efter en, med speciella artistnamn inspirerade av det grekiska alfabetet istället för deras tidigare presenterade riktiga namn. De nio medlemmarna var B:eta (Ha-yong), C:ode (Sang-hoon), D:elta (Yeon-soo), E:psilon (Yeong-jin), F:ie (San-ha), G:amma (Jun-su), H:eta (Jun), I:ota (Se-lin), och J:eta (Su-yeob).

### Debut
Den 7 november 2013 släpptes en teaser från musikvideon tillhörande AlphaBats debutsingel "AB City". Gruppen presenterades officiellt live vid ett evenemang för media i Gangnam den 10 november och följande dag släpptes debutsingeln. Hela musikvideon till "AB City" släpptes också till slut den 14 november. Den 18 december 2013 släppte gruppen även sin andra singel "Surprise Party" med en tillhörande musikvideo.
I februari 2014 återvände AlphaBat inför släppet av sitt debutalbum Attention. De började med att släppa singeln "Always" med tillhörande musikvideo den 19 februari, som ett försläpp inför albumet. Den 24 februari släpptes en teaser från musikvideon tillhörande skivans huvudsingel "Tantara", och hela musikvideon släpptes den 25 februari tillsammans med debutalbumet Attention.
I början av augusti 2014 släpptes teasers för AlphaBats kommande låt "Pass Out", inkluderad på gruppens andra album Answer med släppdatumet den 22 augusti. Den 19 augusti släpptes en teaser från musikvideon tillhörande skivans huvudsingel "Oh My Gosh!", innan hela musikvideon som spelats in i Malaysia släpptes den 22 augusti. I september 2014 återvände AlphaBat som modeller åt BOY London. Samma månad släpptes även en musikvideo till låten "#A-Ya" från albumet Answer, filmad av medlemmarna själva när de var i Malaysia för "Oh My Gosh!".

## Medlemmar
| Artistnamn   | Artistnamn | Födelsenamn   | Födelsenamn | Födelsedatum     | Medlemstid |
| Romanisering | Hangul     | Romanisering  | Hangul      | Födelsedatum     | Medlemstid |
| Nuvarande    | Nuvarande  | Nuvarande     | Nuvarande   | Nuvarande        | Nuvarande  |
| ------------ | ---------- | ------------- | ----------- | ---------------- | ---------- |
| B:eta        | 베타       | Ji Ha-yong    | 지하용      | 20 maj 1987      | 2013-idag  |
| E:psilon     | 엡실론     | Yoo Yeong-jin | 유영진      | 6 augusti 1991   | 2013-idag  |
| K:appa       | 카파       | Lee Yong-hun  | 이용훈      | 13 december 1992 | 2016-idag  |
| G:amma       | 감마       | Kim Jun-su    | 김준수      | 9 februari 1993  | 2013-idag  |
| H:eta        | 에타       | Seol Jun      | 설준        | 8 maj 1993       | 2013-idag  |
| Tidigare     |            |               |             |                  |            |
| C:ode        | 코드       | Kim Sang-hoon | 김상훈      | 5 juli 1988      | 2013-2016  |
| D:elta       | 델타       | Choi Yeon-soo | 최연수      | 11 maj 1991      | 2013-2016  |
| F:ie         | 파이       | Lee San-ha    | 이산하      | 10 oktober 1991  | 2013-2016  |
| I:ota        | 이오타     | Shin Se-lin   | 신세린      | 5 juni 1994      | 2013-2016  |
| J:eta        | 제타       | Kim Su-yeob   | 김수엽      | 11 december 1995 | 2013-2016  |

## Diskografi

### Album
| Albuminformation                                | Topplacering          |
| Albuminformation                                | Sydkorea (Gaon Chart) |
| ----------------------------------------------- | --------------------- |
| Attention (EP-skiva) - Släppt: 25 februari 2014 | 20                    |
| Answer (EP-skiva) - Släppt: 22 augusti 2014     | 23                    |

### Singlar
| År   | Titel            | Topplacering          |
| År   | Titel            | Sydkorea (Gaon Chart) |
| ---- | ---------------- | --------------------- |
| 2013 | "AB City"        | —                     |
| 2013 | "Surprise Party" | —                     |
| 2014 | "Always"         | —                     |
| 2014 | "Tantara"        | —                     |
| 2014 | "Oh My Gosh!"    | —                     |